# Karol Kocimski
Karol Jan Kocimski (ur. 4 sierpnia 1907 w Krechowie, zm. 4 maja 1992 w Ames, Iowa, USA) – polski architekt, od 1944 na emigracji.

## Życiorys
Studiował na Wydziale Architektury Politechniki Lwowskiej, a następnie podjął praktykę w pracowni prof. Tadeusza Wróbla. Dwa lata po ukończeniu nauki rozpoczął samodzielną pracę architekta, jego pracownia mieściła się we Lwowie przy ulicy Pełczyńskiej 21, a następnie przy ulicy Łyczakowskiej 4. Projektował ekonomiczne domy jednorodzinne budowane z gotowych elementów. Należał do Karpackiego Towarzystwa Narciarskiego, razem z innymi członkami tego towarzystwa Lechem Neymanem oraz studentem architektury Tadeuszem Brzozą zaprojektowali Schronisko na Maryszewskiej. Poza projektowaniem był również malarzem, należał do Lwowskiego Związku Zawodowego Artystów Plastyków.
Po wkroczeniu Armii Czerwonej do Lwowa przedostał się do Londynu, a następnie do Chicago. Od 1958 do 1978 wykładał na Iowa State University in Ames, Iowa w 1961 został wpisany na listę licencjonowanych architektów amerykańskich. Część majątku przeznaczył na potrzeby uczelni, sfinansowano z nich m.in. nowe audytorium Wydziału Dekoracji Wnętrz, które nazwano imieniem Karola Kocimskiego i jego żony Lilii Furman-Kocimskiej (1933-1993).

## Dorobek architektoniczny
- Sanatorium Kasy Chorych na Hołosku /1934/ - realizacja;
- Dom Zdrojowy w Morszynie /1934/ - realizacja;
- Gmach Miejskich Zakładów Elektrycznych /1934/ (wspólnie z A.Krzyszkowskim i Z. Majorskim) - II nagroda;
- Kompozycja architektoniczna terenów Cytadeli we Lwowie razem z pomnikiem marsz. Józefa Piłsudskiego /1936/ - IV nagroda równorzędna;
- Schronisko na Maryszewskiej /1937/ (wspólnie z Lechem Neymanem);
- Gmach Miejskich Zakładów Elektrycznych /1939/ (wspólnie z Tadeuszem Wróblem);
- Teatr Ukraiński we Lwowie /1940/ - II nagroda;
- Gmach Panoramy Szturu Perykopa w Moskwie - realizacja;
- Osiedle mieszkaniowe dla pracowników University of Iowa.